# Crain (Yonne)
Crain település Franciaországban, Yonne megyében. Lakosainak száma 411 fő (2022. január 1.). Crain Mailly-le-Château, Lucy-sur-Yonne, Châtel-Censoir, Coulanges-sur-Yonne, Festigny, Lichères-sur-Yonne és Merry-sur-Yonne községekkel határos.

## Népesség
A település népességének változása:
| Lakosok száma | 393  | 391  | 404  | 399  | 405  | 410  | 410  | 411  | 411  |
|               | 2013 | 2015 | 2016 | 2017 | 2018 | 2019 | 2020 | 2021 | 2022 |